# Sofie Ericson
Sofie Ericson, född 13 augusti 1992 i Säffle är en svensk dansare som blev svensk mästare i discodans 2010. Hon tog också hem VM-brons 2009. Midsommarafton 2010 i Ostrava i Tjeckien blev Sofie första svenska att bli världsmästarinna i singeldisco. Sofie tog även silver i duo med Niklas Arleryd på samma VM.